# Лизогуб Іван Кіндратович
Іван Кіндратович Лизогу́б-Кобизевич (бл. 1631 — 1662) — військовий і політичний діяч часів Руїни.

## Життєпис
Походив з козацького роду Лизогубів та київського міщанського роду Кобизевичів. Народився у містечку Гельмязів, у родині Кіндрата Лизогуба, сотника Гельмязівської сотні. Точна дата невідома. У 1649 році записаний як козак Рощенкової сотні Канівського полку. Брав участь у військових діях у період Хмельниччини та за часів гетьманування Івана Виговського, виявивши військові здібності та звитягу.
1658 року стає канівським полковим сотником. Того ж року брав участь у посольстві до Московського царства. Навесні 1659 року був призначений канівським полковником. У цьому році він разом з миргородським полковником Григорієм Лісницький був посланий від війська до Білої Церкви, де перебував Іван Виговський, з вимогою відмови від гетьманства. Разом з коронним обозним Анджеєм Потоцьким Лизогубові вдалося умовити Виговського, і він передав Лизогубу і Лісницькому гетьманські клейноди. Невдовзі новим гетьманом обирається Юрій Хмельницький (через неписьменність Івана Лизогуба за нього підписався полковий писар).
У 1661 році призначається уманським полковником. Водночас 20 червня цього року отримав від короля Яна II Казимира грамоту, якою був «нобілітований» з прізвищем Кобизевич і гербом «Польська погоня». На початку 1662 року Лизогуб знову отримує уряд Канівського полковника. Брав участь в складі військ Юрія Хмельницького у битві під Каневом в 1662 році проти московського війська воєводи Григорія Ромодановського і наказного гетьмана Якима Сомка. У вересні 1662 року потрапив у полон до Сомка, на бік якого невдовзі перейшов. Бився під Переяславом проти Хмельницького, але потрапив у полон. Григорій Ромодановський порадив Івану Лизогубу поїхати з представниками канівчан, корсунців і черкащан до Юрія Хмельницького в Чигирин й умовити його перейти на бік московського царя. Останній же Лизогуба наказав схопити як зрадника і розстріляти. Герб Івана Лизогуба перейняв його брат Яків.

## Родина
Відомо лише про одну його доньку:
- Пелагея (д/н — бл. 1698), дружина Гната Гладкого-Козаченка, леплявського сотника